# Sundatrast
Sundatrast (Zoothera andromedae) är en fågel i familjen trastar inom ordningen tättingar. Den förekommer i täta bergsskogar från Sumatra i Indonesien till Filippinerna. Arten minskar i antal, men beståndet anses vara livskraftigt.

## Utseende och läte
Sundatrasten är en 23,5–25 cm lång fågel i dämpade färger. Den är brunsvart på huvudet med vit ögonring och vitaktigt med svarta fläckar på tygel, mustaschstreck, haka och örontäckare. Hjässan övergår i mörkgrått på manteln och skapularerna, de senare med svart fjällning. Vingar och stjärt är brungrå. Från bröstet till mitten på buken är den ljusgrå, övergående i vitt mot undre stjärttäckarna och på flankerna tydlig svart fjällning. Den mycket långa näbben är svartaktig och benen brungrå. Lätet har inte beskrivits.

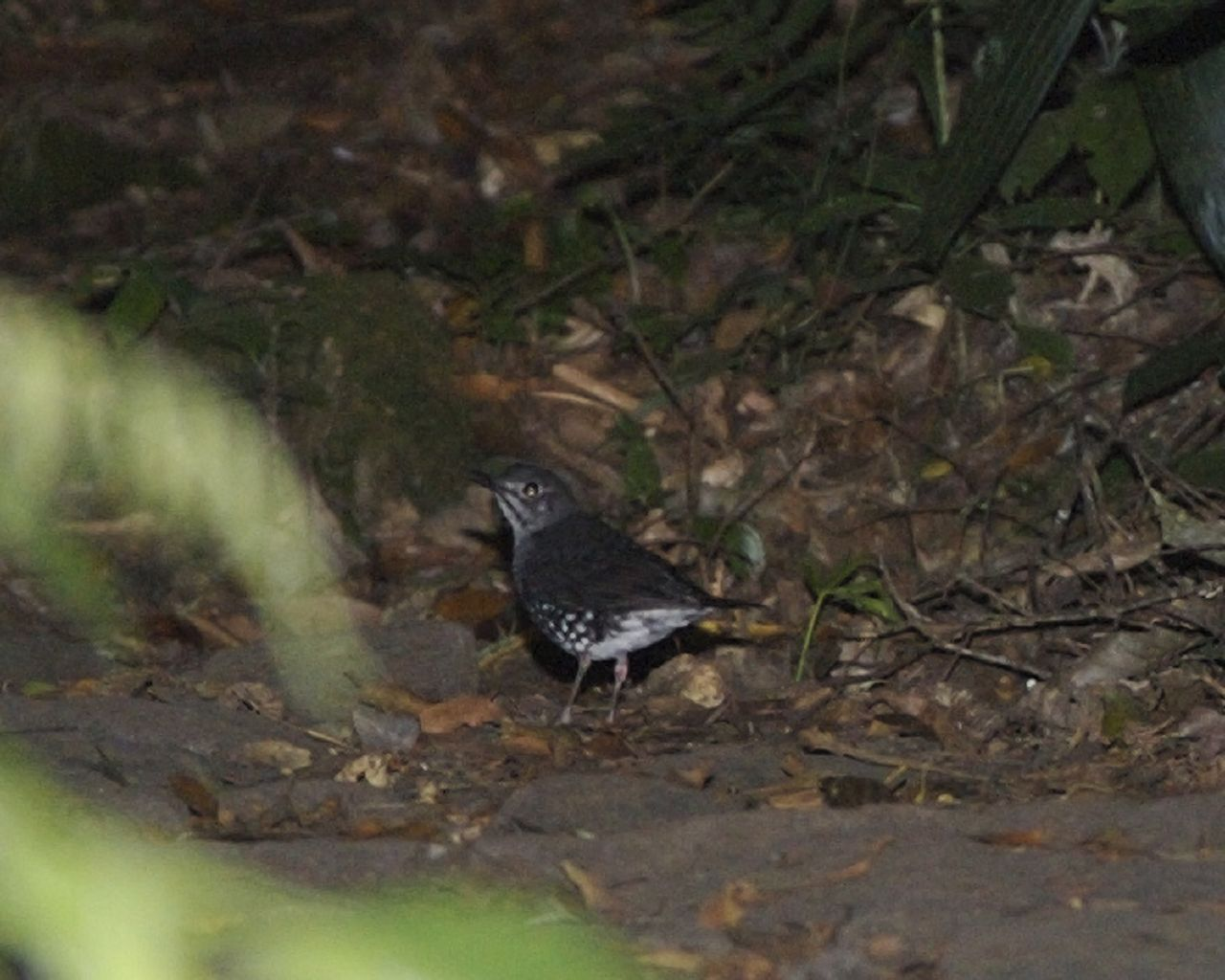

## Utbredning och systematik
Fågeln förekommer fläckvist från Filippinerna (Luzon, Mindoro, Panay, Negros och Mindanao) till Sumatra (inklusive Enggano, Java, Bali och Små Sundaöarna, i öster möjligen till Romang. Trots sin vidsträckta utbredning behandlas den som monotypisk, det vill säga att den inte delas in i några underarter.

## Levnadssätt
Sundatrasten hittas i undervegetationen i täta mossiga bergsskogar, i Filippinerna ovan 1000 meters höjd, på Sumatra 1200–2200 meter (men mycket lägre på Enggano) och 1200–1600 meter på Timor. Födan består av insekter som den plockar på marken, vanligen bland täta örter. 

### Häckning
Arten häckar oktober–februari på västra Java, i Filippinerna i oktober på Panay men sjungande fågel i häckningstillstånd sedd i juni på Mindanao. Den bygger en stadig boskål av mossa, smårötter, lavar och bladdelar som den blandar med lera. Ett bo hittades 4,6 meter upp i en trädklyka. Däri lägger den två till tre beigefärgade ägg med brunaktiga fläckar.

## Status och hot
Arten har ett stort utbredningsområde och en stor population, men tros minska i antal, dock inte tillräckligt kraftigt för att den ska betraktas som hotad. Internationella naturvårdsunionen IUCN listar därför arten som livskraftig (LC).

## Namn
Arten beskrevs taxonomiskt av Coenraad Jacob Temminck 1826. Det vetenskapliga artnamnet syftar av oklar anledning på Andromeda i grekiska mytologin.